# 클라우드브릭 랩스
클라우드브릭 랩스(Cloudbric Labs)는 웹 보안 전문 기업인 Cloudbric에서 제공하는 무료 웹 보안 툴이다. 개발자, 웹 마스터 등 웹 사이트 보안에 관심있는 사람들을 위해 설계되었다. 누구나 Cloudbric Labs의 정보를 자신의 보안 플랫폼에 통합할 수 있도록 API가 제공된다.

## 구성 요소
- BlackIPedia:  BlackIPedia는 24시간마다 업데이트되는 Black IP(공격 IP) 주소의 집합으로, Cloudbric의 WAF (Web Application Firewall)에서 실제 탐지 된 공격 데이터를 기반으로 생성된다.
- Threat Index: 웹 관련 신종 취약점 및 위협에 대한 분석 보고서
- WAFER: WAF(Web Application Firewall)의 탐지 기능, 성능 평가 서비스

## 수상
2018 Cybersecurity Excellence Awards:  올해의 사이버 보안 프로젝트 (아시아 - 태평양) 금상 수상.

## 참고 리스트
1. ↑  "Cloudbric Launches Cloudbric Labs". Prweb.com. 2017-11-14. Retrieved 2018-03-22.
2. ↑  "2018 Professional Award Winners". Cybersecurity Excellence Awards. Retrieved 2016-03-16.